# Мезонихиды
Мезонихи́ды (лат. Mesonychidae, от названия их типового рода Mesonyx, от др.-греч.  — средний коготь) — семейство вымерших млекопитающих из отряда мезонихий. Хищники от среднего до крупного размера, населявшие Евразию и Северную Америку с раннего палеоцена по поздний эоцен, приблизительно с 65 до 34 млн лет назад.

## Классификация
В семейство включают следующие вымершие роды:
- Ankalagon — Анкалагон
- Dissacus — Диссакус[источник не указан 2435 дней]
- Guilestes
- Harpagolestes — Гарпаголест
- Hessolestes
- Hukoutherium
- Jiangxia
- Mesonyx — Мезониксыtypus
- Mongolestes — Монголесты[источник не указан 2435 дней]
- Mongolonyx — Монголониксы
- Pachyaena — Пахиены
- Sinonyx — Синоникс
- Synoplotherium — Синоплотерий (или Dromocyon — Дромоцион)
- Yangtanglestes